# Binance
A Binance é uma corretora de criptomoedas, sendo a plataforma com maior volume mundial diário de negociação de criptomoedas desde 2017, ultrapassando competidores como Coinbase, Kraken, FTX, entre outras. Possui extensa cobertura de seus serviços ao redor do mundo, com suporte a 18 diferentes moedas fiduciárias incluindo o Real, o Dólar e o Euro, além dos criptoativos.
Fundada pelo chinês Changpeng Zhao, desenvolvedor que já havia participado da criação de outros softwares de negociação de bens digitais, a Binance mudou sua sede para fora da China (onde inicialmente operava) após a crescente regulamentação do governo chinês sobre criptomoedas.
Em 2021, a Binance foi investigada pelo Departamento de Justiça dos Estados Unidos e pela Internal Revenue Service, órgãos do governo dos Estados Unidos, por alegações de lavagem de dinheiro e crimes fiscais. No Reino Unido, o órgão regulador Financial Conduct Authority ordenou que a Binance interrompesse todas as atividades regulamentadas no território em junho de 2021. Em 2021, a corretora cedeu dados pessoais de clientes ao governo da Rússia, incluindo nomes e endereços.
Em 21 de novembro de 2023, a Binance se declarou culpada de acusações federais, admitindo que estava envolvida em lavagem de dinheiro, transmissão de dinheiro não licenciada e violações de sanções e concordou em pagar mais de US$4 bilhões em multas.

## História
O Ex-CEO Changpeng Zhao havia fundado a Fusion Systems em 2005 em Xangai; a empresa construiu sistemas de negociação de alta frequência para corretores. Em 2013 ele se juntou ao Blockchain.info como o terceiro membro da equipe da carteira de criptomoeda. Ele também trabalhou na OKCoin como CTO por menos de um ano, uma plataforma para negociação spot entre ativos digitais e fiat.
A empresa foi fundada na China, mas transferiu seus servidores e sedes da China para o Japão antes da proibição do governo chinês sobre o comércio de criptografia em setembro de 2017. Em março de 2018, a empresa havia estabelecido escritórios em Taiwan.
A partir de janeiro de 2018, foi a maior troca de criptomoedas com uma capitalização de mercado da moeda Binance (BNB) de US $ 1,3 bilhão.
Em março de 2018, a Binance anunciou sua intenção de abrir um escritório em Malta após regulamentações mais rígidas no Japão e na China Em abril de 2018, Binance assinou um Memorando de Entendimento (MoU) com o Governo das Bermudas. Meses depois, um memorando similar foi assinado com a Bolsa de Valores de Malta para desenvolver uma plataforma para troca de tokens de segurança Em 2019, a empresa anunciou a Binance Jersey, uma entidade independente de sua matriz, a Binance.com, com o objetivo de expandir sua influência na Europa. A bolsa baseada em Jersey oferece pares fiat-to-cryptocurrency, incluindo o euro e a libra esterlina.
Em agosto de 2018, Binance e outras três grandes bolsas arrecadaram US$ 32 milhões para um projeto de moeda estável. A ideia de moedas estáveis é fornecer uma criptomoeda sem a notória volatilidade do Bitcoin e outros ativos digitais populares.
Em janeiro de 2019, a Binance anunciou que havia feito parceria com o processador de pagamentos Simplex baseado em Israel para permitir compras com criptografia com cartões de débito e crédito, incluindo Visa e Mastercard. As compras estão sujeitas às políticas bancárias locais da Simplex e são limitadas a Bitcoin, Ethereum, Litecoin e Ripple’s XRP.
Em 7 de maio de 2019, Binance revelou que tinha sido vítima de uma “violação de segurança em grande escala” na qual hackers haviam roubado 7.000 Bitcoins no valor de US$ 40 milhões na época. O Ex-CEO da Binance, Changpeng Zhao, disse que os hackers “usaram uma variedade de técnicas, incluindo phishing, vírus e outros ataques” e estruturaram sua transação “de uma forma que passou em nossas verificações de segurança”. Binance parou mais saques e depósitos mas permitiu que a negociação continuasse. O site se comprometeu a reembolsar os clientes por meio de seu fundo de ativos seguros (Cold Wallet), e hoje em dia todos já foram reembolsados.
Em 30 de abril de 2024, o ex-presidente executivo da Binance, Changpeng Zhao, foi condenado a quatro meses de prisão após confessar culpa em acusações de violação de leis dos Estados Unidos contra lavagem de dinheiro. A sentença foi imposta pelo juiz distrital dos EStados Unidos, Richard Jones, em Seattle, que rejeitou o pedido dos promotores para que Changpeng Zhao, cumprisse um mandato de três anos, o dobro do máximo recomendado pelas diretrizes federais.

## Tokenização de ações
A Binance lançou sua primeira ação tokenizada no dia 12 de abril de 2021, permitindo que seus clientes comprassem tokens atrelados ao valor da Tesla (TSLA). Três dias depois, a exchange listou ações fracionárias da Coinbase (COIN). No dia 26 de abril de 2021, a Binance anunciou os pares de ações tokenizadas da Microstrategy (MSTR), Apple (AAPL) e Microsoft (MSFT). No final de abril, a Autoridade de Supervisão Financeira Federal (BaFin) alertou que a exchange poderia enfrentar pesadas multas por lançar tokens rastreando valores mobiliários sem um prospecto de investidor que o acompanha.
Desde 16 de julho de 2021, a Binance deixou de oferecer os tokens de ações devido a pressões reguladoras, em particular da Comissão de Valores Mobiliários e Futuros de Hong Kong.

## Binance Smart Chain
A empresa lançou, em junho de 2017, uma criptomoeda própria, a Binance Coin (BNB), que a plataforma usa para cobrar suas tarifas. e, em setembro de 2020, colocou em funcionamento uma blockchain própria, a Binance Smart Chain (BSC). A BSC opera usando um método de validação chamado "Proof of Staked Authority", uma mescla do método de proof of stake com o método de proof of authority. Ela tem 21 validadores de transações aprovados. Em 2021, a Binance Coin era a terceira maior criptomoeda em capitalização de mercado.

A BSC é um fork da Ethereum e, como ela, usa smart contracts para a emissão de tokens em sua rede, funcionando assim como uma Ethereum Virtual Machine.